# 安东尼 (2000年出生足球运动员)
安东尼·马特乌斯·多斯桑托斯（葡萄牙語：Antony Matheus dos Santos；2000年2月24日—），简称安东尼（葡萄牙語：Antony），司职右边锋，目前隶属于英超的曼聯，在2025年被外借於西甲球會貝迪斯效力。

## 俱乐部生涯

### 圣保罗
安东尼于2000年2月24日出生在巴西圣保罗州的城市奥萨斯库，他在2010年加入了圣保罗青训。2018年，安东尼随圣保罗赢得了在日本举行的J联赛挑战赛的冠军，他本人也被投票评为赛事最佳球员。
2018年9月26日，安东尼与他的青年队队友，赫里尼奥以及伊戈尔·戈麦斯一同升入了圣保罗的一线队，他也与俱乐部签下了一份直至2023年9月才会到期的合同。同年11月15日，安东尼在圣保罗1-1战平格雷米奥的比赛中替补出场，换下了赫里尼奥，完成了一线队首秀。

### 阿贾克斯
2020年2月23日，荷甲豪门阿贾克斯官方宣布，俱乐部已经签下了安东尼，他将与俱乐部签约5年，转会费为1300万欧元，加上浮动条款最高可达1820万欧元。2020年9月13日，安东尼在阿贾克斯1-0小胜鹿特丹斯巴达的比赛中打进了全场的唯一一粒进球，这也是他为阿贾克斯打进的首粒进球。在阿贾克斯与维特斯的荷甲比赛中，安东尼收获了他为阿贾克斯打进的第二球。2020年11月3日，在阿贾克斯2-1客胜中日德兰的欧冠小组赛中，安东尼打进一球，这也是他在欧冠中打进的第一粒进球。

### 曼聯
2022年9月1日，英超球隊曼聯宣佈從阿積士簽入安东尼，雙方簽約5年，另加1年自動續約條款。據報轉會費為9,500萬歐元，另加500萬歐元流動條款。他在處子戰迎戰阿仙奴即取得入球，協助球隊取勝。2023年2月26日，安东尼在2023年英联杯决赛中首发出场，曼联在温布利大球场2-0击败纽卡斯尔联队，赢得了他在俱乐部的第一个奖杯。

#### 皇家贝蒂斯（租借）
2025年1月25日，安东尼加盟西甲俱乐部皇家贝蒂斯。安东尼在2月2日对阵毕尔巴鄂竞技的比赛中首次亮相。第15分钟，安东尼射门，被毕尔巴鄂竞技门将乌奈·西蒙挡下，球弹到皇家贝蒂斯队友伊斯科脚下，后者将球打入。这是本场比赛首粒进球，随后罗曼·佩罗打进另一粒进球，比赛以 2-2 战平。安东尼后来凭借出色的表现获得了本场最佳球员称号。
在曼聯時期表現遠遠不如預期的安東尼，來到西甲後卻上演令人驚奇的大復活，他在貝蒂斯的前兩個月和傷癒復出的伊斯科兩人大殺四方，各項賽事11場比賽有4次進球和4次助攻，超越了他前面一年半在曼聯的貢獻（2023-24賽季開始直到被租借離隊的這段期間他僅有4次進球和2次助攻）。這11場比賽貝蒂斯拿下了7勝2和2負，包含西甲主場對皇馬的爆冷獲勝，而安東尼一人獨拿了五次單場最佳，那兩場敗戰甚至都是在他被換下場之後才輸掉的。安東尼還獲得了西甲二月最佳球員的提名，不過最後沒有得獎，而他在英超兩年半沒有獲得過提名。

## 國家隊生涯
2021年6月17日，安东尼入選巴西23歲以下國家足球隊大名單，參加2020年夏季奧林匹克運動會男子足球比賽。他在奧運的每一場比賽都先發出賽，並在決賽的延長賽助攻馬爾科攻進致勝球，獲得金牌。
2021年10月7日，在对阵委内瑞拉的世界杯预选赛中，安东尼首次为巴西国家足球队出场。他在第77分钟替补上场，并在补时阶段打进一球，为巴西队确立了3-1的最终比分。2022年11月7日，他被列入2022年国际足联世界杯的参赛名单。
2023年9月4日，正在備戰2026世界盃資格賽的安東尼被前女友指控施暴，他也因此不得不向國家隊和曼聯請假來配合警方調查。隨後他在曼聯表現大幅下滑，近兩年沒有入選國家隊名單，也錯過了2024美洲盃。
2025年5月底，巴西國家隊新教練安切洛蒂公布了他任內第一次的世界盃資格賽名單，在貝提斯狀態回升的安東尼終於回到國家隊名單。

## 個人生活
安東尼出生於聖保羅郊區的一個貧民窟，他小時候的娛樂只有足球，他最崇拜的球員是大羅、小羅、羅馬里歐等三人，他閒暇時多半是在路邊踢球、或者在網路上看著這些巴西著名球員的影片，他後來也表示內馬爾對他踢球的風格有很大的影響。他和家人都是當地球隊聖保羅的忠實球迷，後來也加入該隊的青年軍。
安東尼是天主教徒，他在脖子上有個「Iluminado」的刺青，意思是「被（上帝）照亮的人」。他總是習慣在進球時展現這個刺青來榮耀上帝。

## 榮譽

### 俱樂部
阿贾克斯
- 荷兰足球甲级联赛冠軍：2020–21[13]、2021–22
- 荷蘭盃冠軍：2020–21

 曼联
- 英格兰联赛盃冠军：2022–23
- 英格蘭足總盃冠軍：2023–24[14]

### 國家隊
巴西U23
- 奧林匹克運動會足球比賽冠軍：2020年

## 生涯数据
最後更新：2025年2月9日
| 俱乐部            | 赛季     | 联赛     | 联赛 | 联赛 | 州级联赛 | 州级联赛 | 国家杯 | 国家杯 | 联赛杯 | 联赛杯 | 洲际杯 | 洲际杯 | 其他 | 其他 | 总计 | 总计 |
| 俱乐部            | 赛季     | 联赛等级 | 出场 | 进球 | 出场     | 进球     | 出场   | 进球   | 出场   | 进球   | 出场   | 进球   | 出场 | 进球 | 出场 | 进球 |
| ----------------- | -------- | -------- | ---- | ---- | -------- | -------- | ------ | ------ | ------ | ------ | ------ | ------ | ---- | ---- | ---- | ---- |
| 圣保罗            | 2018     | 巴甲     | 3    | 0    | 0        | 0        | 0      | 0      | —      | —      | 0      | 0      | —    | —    | 3    | 0    |
| 圣保罗            | 2019     | 巴甲     | 29   | 4    | 14       | 2        | 1      | 0      | —      | —      | 1      | 0      | —    | —    | 45   | 6    |
| 圣保罗            | 2020     | 巴甲     | 0    | 0    | 2        | 0        | 0      | 0      | —      | —      | 2      | 0      | —    | —    | 4    | 0    |
| 圣保罗            | 总计     | 总计     | 32   | 4    | 16       | 2        | 1      | 0      | —      | —      | 3      | 0      | —    | —    | 52   | 6    |
| 阿贾克斯          | 2020–21  | 荷甲     | 32   | 9    | —        | —        | 4      | 1      | —      | —      | 10     | 1      | —    | —    | 46   | 11   |
| 阿贾克斯          | 2021–22  | 荷甲     | 23   | 8    | —        | —        | 3      | 2      | —      | —      | 7      | 2      | 0    | 0    | 33   | 12   |
| 阿贾克斯          | 2022–23  | 荷甲     | 2    | 1    | —        | —        | —      | —      | —      | —      | —      | —      | 1    | 1    | 3    | 2    |
| 阿贾克斯          | 总计     | 总计     | 57   | 18   | —        | —        | 7      | 3      | —      | —      | 17     | 3      | 1    | 1    | 82   | 25   |
| 曼联              | 2022–23  | 英超     | 25   | 4    | —        | —        | 5      | 1      | 5      | 1      | 9      | 2      | —    | —    | 44   | 8    |
| 曼联              | 2023–24  | 英超     | 29   | 1    | —        | —        | 4      | 2      | 1      | 0      | 4      | 0      | —    | —    | 38   | 3    |
| 曼联              | 2024–25  | 英超     | 8    | 0    | —        | —        | 0      | 0      | 2      | 1      | 4      | 0      | 0    | 0    | 14   | 1    |
| 曼联              | Total    | Total    | 62   | 5    | —        | —        | 9      | 3      | 8      | 2      | 17     | 2      | 0    | 0    | 96   | 12   |
| 皇家贝蒂斯 (租借) | 2024–25  | 西甲     | 2    | 1    | —        | —        | —      | —      | —      | —      | 0      | 0      | —    | —    | 2    | 1    |
| 生涯总计          | 生涯总计 | 生涯总计 | 153  | 28   | 16       | 2        | 17     | 6      | 8      | 2      | 37     | 5      | 1    | 1    | 232  | 44   |

1. ↑  包括巴西圣保罗州足球联赛
2. ↑  包括巴西杯，荷兰杯，足总杯
3. ↑  包括英格兰联赛杯
4. 1 2  在南美解放者杯中出场
5. ↑  在 欧冠中四次出场、一次进球，在欧联中六次出场
6. 1 2  在欧冠中出场
7. ↑  在荷兰超级杯中出场
8. 1 2  在欧联中出场